# Isobenzan
Isobenzan (Telodrin) ist eine hochtoxische Organochlorverbindung, die insektizide Wirkung hat. Es wurde nur zwischen 1958 und 1965 hergestellt. Die Verwendung wurde eingestellt. Es handelt sich um einen persistenten organischen Schadstoff, der 2 bis 7 Jahre im Boden verbleiben kann. Die biologische Halbwertszeit von Isobenzan im menschlichen Blut wird auf rund 2,8 Jahre geschätzt.

## Darstellung und Gewinnung
Die Vorstufe 4,5,6,7,10,10-Hexachlor-4,7-endomethylen-4,7,8,9-tetrahydrophthalan kann auf zwei Synthesewegen erhalten werden. Bei einer im Jahr 1954 publizierten und zum Patent angemeldeten Synthesevariante wird zunächst durch die Umsetzung von Hexachlorcyclopentadien mit cis-1,4-Dihydroxybut-2-en das 1,4,5,6,7,7-Hexachlor-2,3-bishydroxymethylbicyclo[2,2,1]hept-5-en erhalten, welches anschließend zur Vorstufe dehydratisiert wird. 1961 wurde eine direkte Herstellung der Vorstufe über eine Diels-Alder-Reaktion mit Hexachlorcyclopentadien und 2,5-Dihydrofuran gefunden. Die Synthese der Zielverbindung erfolgt dann durch eine Photochlorierung der Vorstufe.

## Eigenschaften
Isobenzan bildet farblose Kristalle, die bei 122,2 °C schmelzen. Die Schmelzenthalpie beträgt 26,8 kJ·mol−1. Die Stereochemie wurde mittels 1H-NMR-Spektroskopie und Röntgendiffraktometrie, sowie einem oxidativen Abbau untersucht. Hier konnte gezeigt werden, dass die Verbindung als exo-1,exo-3,4,5,6,7,8,8-Octachlor-1,3,3a,4,7,7a-hexahydro-endo-4,7-methanoisobenzofuran vorliegt. Die Verbindung kristallisiert in einem monoklinen Kristallgitter mit der Raumgruppe C2/c.